# Вокзал Франца-Иосифа
Вокзал Франца-Иосифа (Вена) (нем. Wien Franz-Josefs-Bahnhof) — один из пяти железнодорожных вокзалов Вены, конечная станция железной дороги Франца-Иосифа. Назван по имени австрийского императора Франца-Иосифа. Действует с 1872 года, современное здание построено в 1978 году. Находится в 9-м районе города (Альзергрунд). Единственный из вокзалов Вены, рядом с которым нет станции метро. Ближайшая станция метро — Friedensbrücke — расположена в 300 метрах к востоку.
Используется почти исключительно для обслуживания пригородного движения — поезда в Тульн, Кремс и Санкт-Пёльтен (пригородная линия S40). Кроме того, несколько раз в день региональные поезда в Гмюнд и Ческе-Веленице.
Наибольшее количество посетителей наблюдается в выходные, что связано с тем, что расположенный в здании вокзала супермаркет не закрывается по воскресеньям и вечером по субботам.